# Montepequeno
Montepequeno (llamada oficialmente O Monte Pequeno) es una aldea española situada en la parroquia de Arteijo, del municipio de Arteijo, en la provincia de La Coruña, Galicia.

## Demografía
| Gráfica de evolución demográfica de Montepequeno entre 2000 y 2018 |
|                                                                    |
| Datos según el nomenclátor publicado por el INE.                   |